# مارتن فيلو
مارتن فيلو (بالتشيكية: Martin Fillo)‏ (7 فبراير 1986 في التشيك - ) هو لاعب كرة قدم تشيكي في مركز الهجوم. شارك مع منتخب التشيك تحت 18 سنة لكرة القدم ومنتخب التشيك تحت 19 سنة لكرة القدم ومنتخب جمهورية التشيك تحت 21 سنة لكرة القدم ومنتخب جمهورية التشيك لكرة القدم. أما مع النوادي، فقد لعب مع فيكتوريا بلزن ونادي برينتفورد ونادي تيبليتسه ونادي فيكينغ ونادي ملادا بوليسلاف ونادي بريبرام.

## وصلات خارجية
- مارتن فيلو على موقع الاتحاد الأوربي (الإنجليزية)
- مارتن فيلو على موقع الاتحاد التشيكي (الإنجليزية)
- مارتن فيلو على موقع اتحاد النرويج (النرويجية)
- مارتن فيلو على موقع قاعدة بيانات كرة القدم.إي يو (الإنجليزية)
- مارتن فيلو على موقع ناشيونال فوتبول تيمز (الإنجليزية)
- مارتن فيلو على موقع Soccerbase.com (لاعب) (الإنجليزية)
- مارتن فيلو على موقع Soccerway.com (الإنجليزية)
- مارتن فيلو على موقع AS.com (الإسبانية)